# オール・ライト・ナウ
「オール・ライト・ナウ」（All Right Now）は、イングランドのロック・バンド、フリーが1970年に発表した楽曲。メンバーのアンディ・フレイザーとポール・ロジャースが共作した。3作目のスタジオ・アルバム『ファイアー・アンド・ウォーター』（1970年）からの先行シングルとしてリリースされ、彼等にとって初のシングル・ヒット曲となった。

## 背景
フレイザーによれば、ダラムの大学で行われたギグにおいて、わずか30人ほどしか客が入らず、本人たちも演奏を楽しむことができないまま終演し、その後の悪い雰囲気を緩和するために彼が「オール・ライト・ナウ」と歌ったことをきっかけとして生まれた曲だという。また彼は、この曲のコードについてピート・タウンゼントから影響を受けたと説明している。

## 反響
本曲はフリーの楽曲で初めて全英シングルチャート入りを果たし、最高2位に達した。また、1973年には再度ヒットして全英15位に達し、1991年にも全英8位を記録している。アメリカのBillboard Hot 100ではフリーの楽曲で唯一トップ40入りを果たし、最高4位に達した。

## 他メディアでの使用例
「オール・ライト・ナウ」は多数の映画のサウンドトラックで使用された。例として『コードネームはファルコン』（1985年公開）、『ナッシング・パーソナル』（1995年公開）、『Dearフレンズ』（1995年公開）、『ボーデロ・オブ・ブラッド/血まみれの売春宿』（1996年公開）、『アメリカン・ビューティー』（1999年公開）、『ワンダーランド』（2003年公開）、『スノーケーキを君に』（2006年公開）、『オールド・ドッグ』（2009年公開）等がある。
またイギリスではコマーシャルソングとしても多用され、とりわけ、1990年にリグレーのチューインガムのコマーシャルで使用された例はよく知られている。

## カヴァー

### 元メンバーによるセルフ・カヴァー
ロジャースはフリー解散後のライブでも頻繁に本曲を歌い、ソロ名義のアルバム『ポール・ロジャース・ライヴ』（1996年）、バッド・カンパニー名義のアルバム『イン・コンサート2002』（2002年）、クイーン+ポール・ロジャース名義のアルバム『リターン・オブ・ザ・チャンピオンズ』（2005年）等にライブ音源を収録した。また彼のソロ・アルバム『クロニクル』（1994年）には、イアン・ハットンをゲストに迎えてレコーディングされたセルフ・カヴァーが収録されている。
サイモン・カークは、1997年、1999年、2000年にリンゴ・スター&ヒズ・オールスター・バンドのツアーに参加した際「オール・ライト・ナウ」を歌っている。

### ロッド・スチュワート
ロッド・スチュワートは、1984年に発表されたアルバム『カムフラージュ』に本曲のカヴァーを収録した。アメリカではシングル・カットされ、Billboard Hot 100で72位に達している。

### その他のカヴァー
- ザ・ランナウェイズ - デビュー前にジョーン・ジェット、ミッキ・スティール、サンディ・ウェストの3人でレコーディングした[23]。バンドの解散後にリリースされた未発表音源集『Born to Be Bad』（1991年）に収録。
- ペプシ&シャーリー（英語版） - アルバム『オール・ライト・ナウ』（1987年）に収録。
- クリスティーナ・アギレラ - ライブで歌唱。映像作品『マイ・リフレクション』（2001年）に収録。
- パドル・オブ・マッド - カヴァー・アルバム『Re:(disc)overed』（2011年）に収録[24]。